# Leucochrysa (Nodita) luctuosa
Leucochrysa (Nodita) luctuosa is een insect uit de familie van de gaasvliegen (Chrysopidae), die tot de orde netvleugeligen (Neuroptera) behoort. 
Leucochrysa (Nodita) luctuosa is voor het eerst wetenschappelijk beschreven door Banks in 1914.